# Sten Lindström
Sten Alvar Lindström, född 25 juli 1918 i Åker, död 25 juni 2002 i Hägerstens församling, var en svensk ingenjör och idrottsledare. 

## Biografi
Som 15-åring blev Lindström södermanländsk juniormästare i bandy som målvakt för IK Viljan, ett lag han 1940/1941 spelade upp i Division I. Han flyttade därefter till Stockholm för att spela fem säsonger för Hammarby IF. Han blev därefter lagledare i fem år, och därefter bas för Hammarby IF:s bandysektion fram till 1963. Senare blev han även sekreterare i Allsvenska serieföreningen och ledamot i Svenska Bandyförbundets styrelse under 24 år, 1964–1988. Från 1983 och fram till 1988 var han även ordförande för Svenska Bandyförbundet, efter att tidigare varit dess vice ordförande. Under en period var han även vice president för det internationella bandyförbundet. I Stockholm arbetade han vid Esselte, Atlas Diesel och Standard Radio, vid pensioneringen även som produktionschef vid Asea Kabel. Lindström är begravd på Gamla kyrkogården i Strängnäs.